# Можейковский сельсовет (Лидский район)
Можейковский сельсовет (белор. Мажэйкаўскі сельсавет; до 2002 г. — Гостиловский) — административная единица на территории Лидского района Гродненской области Республики Беларусь. Административный центр — агрогородок Можейково.

## История
Образован 12 октября 1940 года как Можейковский сельсовет в составе Желудокского района Барановичской области БССР. Центр — деревня Малый Можейков. С 20 сентября 1944 года в составе Гродненской области. 16 июля 1954 года переименован в Гостиловский сельсовет, центр перенесён в деревню Гостиловцы. С 17 апреля 1962 года в составе Лидского района. 27 марта 1978 года к сельсовету присоединена часть упразднённого Родивонишковского сельсовета (деревни Бильтовцы, Масевичи, Родивонишки, Репники). В 1986 году деревня Палуты была упразднена. В 1997 году центр сельсовета перенесён в деревню Малое Можейково, которая 29 мая 2002 года переименована в Можейково. 20 сентября 2002 года сельсовет переименован в Можейковский.

## Состав
Можейковский сельсовет включает 15 населённых пунктов:
- Бешенки — деревня.
- Бильтовцы — деревня.
- Военполье — деревня.
- Гостиловцы — деревня.
- Дмитровцы — деревня.
- Лебеда — деревня.
- Можейково — агрогородок.
- Мосевичи — деревня.
- Мотясы — деревня.
- Олемпиново — деревня.
- Радивонишки — деревня.
- Репники — деревня.
- Ровбы — деревня.
- Феликсово — деревня.
- Шпильки — деревня.